# Hipertriptofanemia
La hipertriptofanèmia és un trastorn metabòlic autosòmic recessiu rar (amb una prevalença inferior a 1 cas per milió) que produeix una acumulació massiva d’ aminoàcids triptòfan a la sang, amb símptomes associats i triptofanúria (-uria denota “a l’ orina ”).
Els nivells elevats de triptòfan també es veuen en la malaltia de Hartnup, un trastorn del transport d'aminoàcids. No obstant això, l'augment del triptòfan en aquest trastorn és insignificant en comparació amb el de la hipertritofanèmia.

## Símptomes i signes
S'han observat diverses anomalies i símptomes amb hipertritofanèmia.
Els efectes múscul-esquelètics inclouen: contractures articulars dels colzes i articulacions interfalàngiques dels dits i els polzes (específicament les falanges distals), pes pla (arcs caiguts), una deriva cubital que afecta els dits de les dues mans (una característica inusual, però corregible, on els dits es desvien cap al costat cubital de l'avantbraç), dolor i laxitud articulars i adducció dels polzes (on el polze apareix dibuixat al palmell, relacionat amb la contractura de l'adductor pollicis).
Les anomalies conductuals, del desenvolupament i altres sovint inclouen: hipersexualitat, hipersensibilitat perceptiva, labilitat emocional (canvis d'humor), comportament hiperagressiu ; hipertelorisme (ulls molt fixats), estrabisme òptic (desalineació) i miopia.
Metabòlicament, la hipertritofanèmia produeix triptofanúria i presenta nivells sèrics significativament elevats de triptòfan, superant el 650% del màxim (rang normal: 25-73 micromol / l) en alguns casos.
Un producte de la biosíntesi bacteriana del triptòfan és l’ indol. L'excés de triptòfan en la hipertritofanèmia també resulta en una excreció substancial d’àcids indoleics. Aquests descobriments suggereixen un possible defecte congènit a la via metabòlica on el triptòfan es converteix en cinurenina.

Kynurenine, un metabòlit del triptòfan.

## Genètica

La hipertriptofanèmia familiar té un patró d’ herència autosòmic recessiu.

Es creu que la hipertriptofanèmia s'hereta d’una manera autosòmica recessiva. Això significa que un gen defectuós responsable del trastorn es troba en un autosoma i que es necessiten dues còpies del gen defectuós (una heretada de cada progenitor) per néixer amb el trastorn. Els pares d’una persona amb un trastorn autosòmic recessiu porten una còpia del gen defectuós, però normalment no presenten signes o símptomes del trastorn.

## Fisiopatologia
Actualment, no hi ha cap dèficit enzimàtic específic ni mutació genètica implicada com a causa de la hipertritofanèmia. No obstant això, diversos factors coneguts sobre el metabolisme del triptòfan i les cinurenines poden explicar la presència d’anomalies conductuals observades amb el trastorn.
El triptòfan és un aminoàcid essencial i és necessari per a la síntesi de proteïnes. A part d’aquest paper crucial, la resta de triptòfan es metabolitza principalment al llarg de la via de la cinurenina en la majoria dels teixits, inclosos els del cervell i el sistema nerviós central.
Com que se sospita que el principal defecte darrere de la hipertritofanèmia altera i altera la via metabòlica del triptòfan a la cinurenina, pot ser d’interès una possible correlació entre la hipertritofanèmia i els efectes coneguts de les cinurenines sobre la funció neuronal, la fisiologia i el comportament.
Una d’aquestes cinurenines, adequadament anomenada àcid cinurenic, serveix com a neuroprotector per la seva funció d’ antagonista tant dels receptors nicotínics com del glutamat (que responen als neurotransmissors nicotina i glutamat, respectivament). Aquesta acció és oposada a l'àcid quinolinic agonista, una altra cinurenina, coneguda pel seu potencial com a neurotoxina. L’activitat de l’àcid quininínic s'ha associat amb trastorns neurodegeneratius com la malaltia de Huntington, les capacitats neuroprectives de l’àcid cinurenic que formen un contrapès contra aquest procés, i l’ excitotoxicitat relacionada i efectes nocius similars sobre les neurones.
L'excreció d’àcid indoleic és un altre indicador de la hipertritofanèmia. Relacionat indirectament amb el metabolisme de la cinurenina, l’indol modifica la funció neuronal i el comportament humà mitjançant la interacció amb els canals de sodi dependents del voltatge (proteïnes integrals de la membrana que formen canals iònics, permetent potencials d’acció sinàptics vitals).